# 复兴门南大街
39°54′07″N 116°21′02″E / 39.90199°N 116.35051°E
复兴门南大街是位于中国北京市西城区中部的一条大街。北京二环路的组成部分。

## 简介
复兴门南大街北起复兴门内大街、复兴门北大街和复兴门内大街交汇处的复兴门桥，南向弧行至宣武门西大街。此处原为北京内城西城墙及护城河旧址。1960年代末，因修建北京地铁拆除了城墙。地铁修竣之后，地面上辟筑为道路，成为北京二环路的组成部分及交通干道之一。因地处复兴门以南，而得名“复兴门南大街”。

## 雕塑
- 《金花阿鹏》：位于复兴门南大街东侧、天银大厦西侧的绿地内。2003年9月28日，作为友好区州的云南省大理白族自治州人民政府与北京市西城区人民政府联合在北京举办仪式，大理的形象标志“金花、阿鹏”青铜雕塑落户西单文化广场。仪式上大理白族自治州民族歌舞团还表演了一台文艺节目。金花、阿鹏青铜雕塑通高3.2米，重1.5吨，展示了一对白族青年男女载歌载舞的情景。由原四川美术学院院长叶毓山创作[2]。2000年代中期，因西单文化广场施工，迁至复兴门南大街东侧。